# Polany (sielsowiet Kamienny Łuh)
Polany (biał. Паляны; ros. Поляны) − wieś na Białorusi, w obwodzie grodzieńskim, w rejonie oszmiańskim, w sielsowiecie Kamienny Łuh.
Dawniej używana nazwa – Polany Mokrzyckie.

## Historia
W czasach zaborów wieś i folwark w gminie Polany, w powiecie oszmiańskim, w guberni wileńskiej Imperium Rosyjskiego. W 1866 roku liczyły 27 dusz rewizyjnych. Należały do Ostrowskich. W 1905 roku wieś liczyła 114 mieszkańców, 182 dziesięciny; folwark liczył 23 mieszkańców, 178 dziesięcin, własność Staniewicza.
W latach 1921–1945 wieś i folwark leżały w Polsce, w województwie wileńskim, w powiecie oszmiańskim, w gminie Polany.
W 1931:
- wieś w 22 domach zamieszkiwało 135 osób[3].
- folwark w 2 domach zamieszkiwało 13 osób[3].

Wierni należeli do parafii rzymskokatolickiej w Gudogajach. Miejscowość podlegała pod Sąd Grodzki w Oszmianie i Okręgowy w Wilnie; właściwy urząd pocztowy mieścił się w Gudogajach.
Po II wojnie światowej w granicach Związku Sowieckiego. Od 1991 w niepodległej Białorusi.